# 165 km (rejon istriński)
165 km (ros. 165 км) – przystanek kolejowy w miejscowości Manichino, w rejonie istrińskim, w obwodzie moskiewskim, w Rosji. Położony jest na Wielkim Pierścieniu Kolei Moskiewskiej.